# Gastronomía de la corte real coreana
La gastronomía de la corte real coreana fue el estilo de cocina dentro de la gastronomía de Corea tradicionalmente consumido en la corte de la dinastía Joseon, que gobernó Corea de 1392 a 1910. Se decía que debían servirse doce platos junto a arroz y sopa, sirviéndose la mayoría de ellos en bangjja (cubertería de bronce). Este estilo culinario ha sido recuperado a principios del siglo XXI.

## Historia

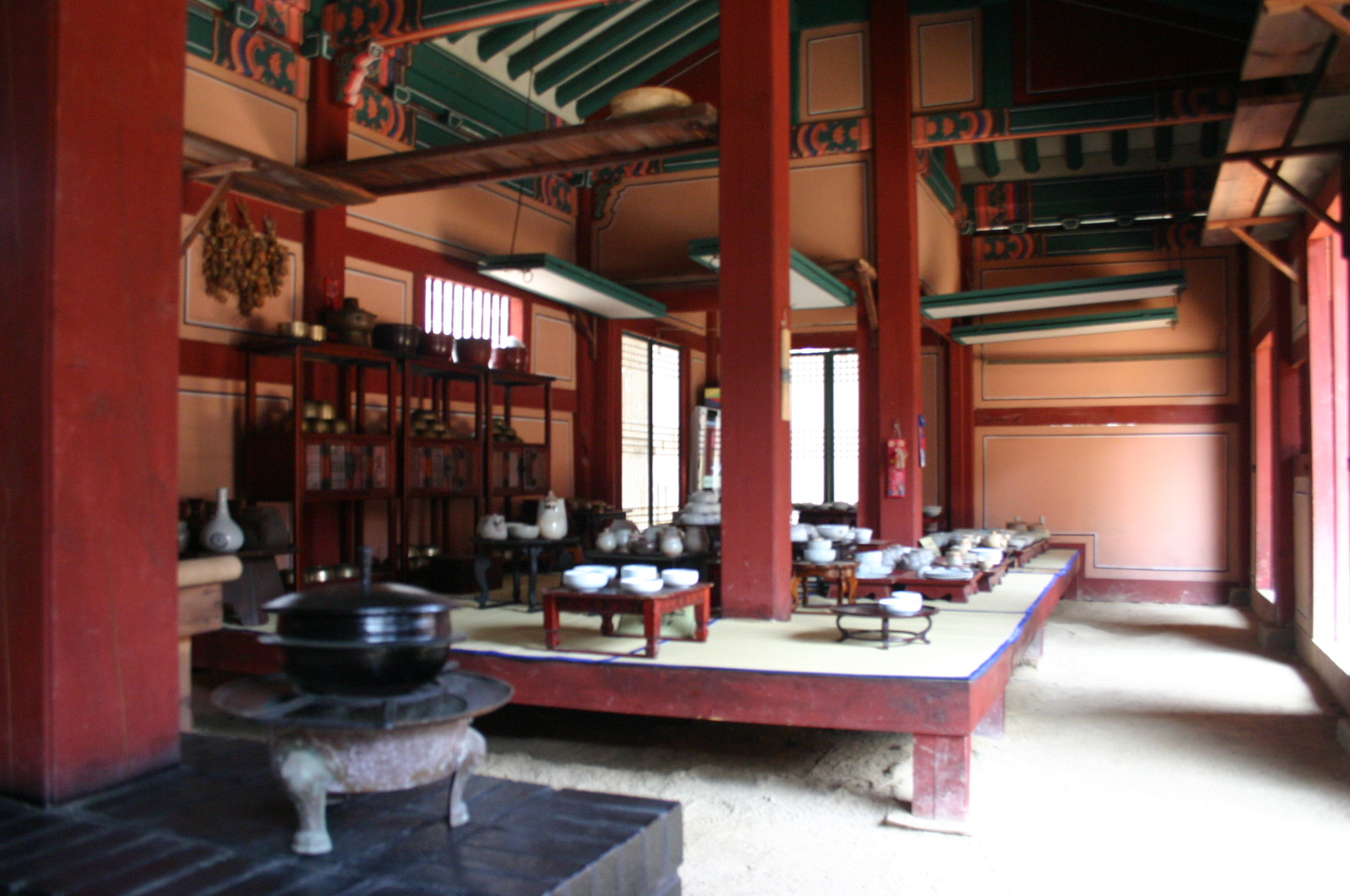
Maqueta de una cocina real en la que trabajaban las gungnyeo (cortesanas) expuesta en el parque temático Dae Jang Geum.

Colectivamente conocidas como kungjiung ǔmsik durante la época premoderna, las recetas del palacio real eran reflejo de la opulenta naturaleza de los antiguos gobernantes de la península coreana. La riqueza de la realeza queda atestiguada por ejemplos tan antiguos como los del reino Silla, donde se construyó un lago artificial (el Anapji, en Gyeongju) con múltiples pabellones y salones con el único objeto de celebrar banquetes, y un canal para alimentar las fuentes, el Poseokjeong, se creó solo para poner tazas de vino flotando durante la escritura de poemas.
Reflejando el regionalismo de los reinos y los países limítrofes de la península, la cocina tomó prestado de cada una de estas regiones para actuar como escaparate. La realeza se hacía enviar las mejores delicias regionales a palacio. Aunque hay registros de banquetes anteriores al periodo Joseon, la mayoría de ellos registra una enorme variedad de comidas sin mencionar las recetas concretas presentes. Las recetas cocinadas para la familia real no eran de temporada, como las de los obreros, sino que variaban significativamente de un día a otro. Las ocho provincias eran representadas cada mes por turnos en el palacio real mediante ingredientes enviados por sus gobernantes. Esto proporcionaba a los cocineros un amplio surtido de ingredientes a usar para las comidas reales.
La comida tuvo un lugar muy importante en el periodo Joseon. Se crearon puestos oficiales dentro Seis Ministerios (Yukjo, 육조) para encargarse de todos los asuntos relacionados con el suministro y consumo de comida y bebida en la corte real. El Consejo de Personal (Ijo, 이조) incluía puestos específicos para conseguir arroz para la familia real. El Consejo de Ritos (Yejo) era responsable de la comida preparada para los ritos ancestrales, el suministro de vinos y otras bebidas, y los alimentos medicinales. También había cientos de esclavos y mujeres que trabajaban en palacio en tareas como elaborar tofu, licor, té y tteok (pasteles de arroz). Las mujeres eran las cocineras del palacio real y eran plebeyas o de familias de bajo estatus. Estas mujeres se dividían en grupos de habilidades específicas o «burós», tales como el Buró de comidas especiales (Saenggwa-bang, 생과방) o el Buró de cocinado de alimentos (Soju-bang, 소주방). Estas cocineras pudieron haber sido asistidas por cocineros ajenos al palacio durante los banquetes mayores cuando era necesario.
Durante el periodo Joseon solían servirse cinco comidas al día en el palacio real, y los registros sugieren que esta costumbre había existido desde antiguo. Tres de estas comidas eran completas, mientras las de primera hora de la tarde y la de después de la cena eran más ligeras. La primera comida, mieumsang (미음상), se servía al amanecer los días que el rey y la reina no tomaban hierbas medicinales. Consistía en gachas de arroz (juk, 죽) hechas con ingredientes como el abulón (jeonbokjuk), al arroz blanco (huinjuk), las setas (beoseotjuk), los piñones (jatjuk) y el sésamo (kkaejuk). Los acompañamientos consistían en kimchi, nabak kimchi, ostras, salsa de soja y otros elementos. Se creía que las gachas daban vitalidad a los reyes durante todo el día.
Las sura (수라) eran las comidas principales del día. El desayuno se servía a las 10 de la mañana y las comidas de la tarde se servían entre las 6 y las 7. En el grupo de tres mesas (surasang, 수라상) solían servirse dos tipos de arroz, dos de sopa, dos de estofado (jjigae), un plato de jjim (carne estofada), uno de jeongol (una cazuela de carne y verdura), tres tipos de kimchi, tres de jang (장) y doce acompañantes, llamados 12 cheop (12첩). Las comidas se tomaban en el suragan (수라간), una sala específicamente diseñada para ello, con el rey sentado al este y la reina al oeste. Cada uno tenía su propio grupo de mesas y era atendido por tres sirvientas de palacio conocidas como sura sanggung (수라상궁). Estas mujeres retiraban las tapas de los boles y ofrecían la comida a los reyes tras asegurarse de que no estaba envenenada.

## Surang
El surang debe servirse con tres mesas y una cazuela. La mesa redonda mayor en la esquina superior derecha es la principal, teniendo sopas y estofados, platos, acompañantes y encurtidos. La mesa redonda pequeña en la esquina superior izquierda tiene sura rojo, gomtang o caldo de carne espeso, postres, té y platos y cuencos vacíos. Esta mesas también se usa para dejar en ella tapas de cuencos y platos de la mesa principal. La mesa rectangular de la esquina inferior derecha tiene huevos, aceite de sésamo, verdura cruda surtida y diversas salsas. La cazuela de la esquina inferior izquierda se caliente con carbón y suele contener jeongol, como el sinseollo.

## Platos principales servidos en cuenco

### Sura

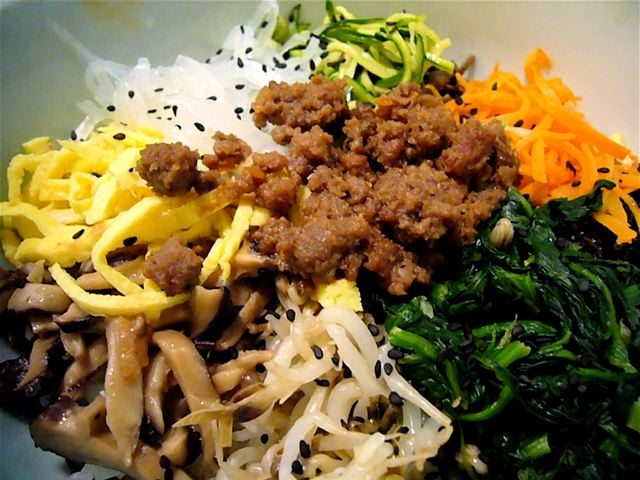
Detalle de los ingredientes de un goldongban o bibimbap.

El sura (수라) es un tazón de arroz y cereales hervidos. Siempre deben servirse dos tipos, incluyendo el blanco.
- Sura blanco (흰수라): arroz hervido sin ningún ingrediente adicional.
- Sura rojo (홍반): arroz hervido en el agua de cocer judías azuki.
- Sura cinco cereales (오곡수라): hecho hirviendo arroz, arroz dulce, mijo glutinoso y judía azuki.
- Goldongban (골동반): arroz hervido mezclado con verdura al vapor, ternera asada y huevo frito. Fuera de la cocina real coreana se denomina bibimbap.

### Juk,mieumyeungi
El juk (죽) y el mieum (미음) o eung-i (응이) son tipos de gachas de arroz normalmente servidos por la mañana. El juk es más espeso que el mieum, siendo este último parecido al gruel occidental.
- Omija eungi (오미자응이): Primero se hierven bayas de omija y luego se añade miel. Se retiran las bayas cocidas y se añade almidón de frijol chino, volviendo a hervir el líquido.
- Sok mieum (속미음): Se hierven a fuego lento arroz dulce, azufaifo rojo, raíz de ginseng y castañas.[5]
- Jatjuk: se remoja el arroz y se muelen los piñones antes de hervirlos en agua.
- Hangin juk (행인죽): Se pelan huesos de albaricoque (usados también para aromatizar el popular licor italiano Amaretti di Saronno) y se muelen con arroz, hirviendo la mezcla.
- Heuikimjajuk (흑임자죽): Se muelen semillas de sésamo negro y se cuecen con arroz.
- Tarakjuk (타락죽): Se hierve en agua arroz remojado y se añade leche de vaca, cociéndose entonces un poco más.
- Janggukjuk (장국죽): Se hierven juntos carne de ternera picada y hongos shiitake troceados.

Otros platos son: dalgyal samhap mieum, jo mieum, sok mieum, chajo mieum, yulmu eungi, nokmal eungi, omija eungi, etcétera.

### Guksu

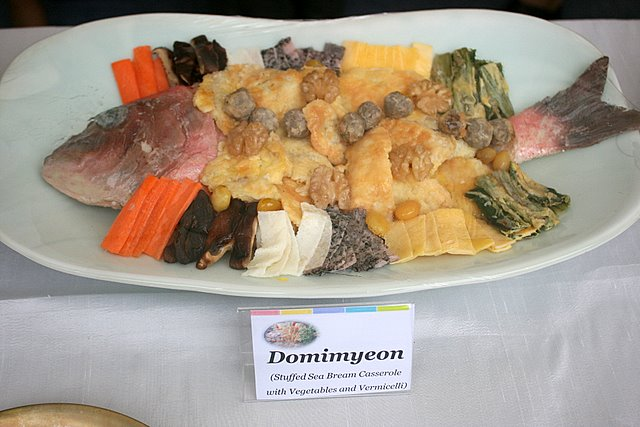
Domimyeon, besugo a la cazuela relleno con verdura y fideos vermicelli.

El guksu (국수) es un plato de fideos hechos con harina de trigo o (preferiblemente) alforfón.
- Myeon sinseollo (면신선로): Pierna de ternera cocida en rodajas, paeju (패주), perejil japonés y brotes de bambú en rodajas cocinados en caldo de ternera. Los fideos guksu se añaden a la mezcla ya hecha.
- Onmyeon (온면): Se añade caldo hecho con falda de ternera a carne asada, panqueque de huevo de rodajas y fideos guksu.
- Nanmyeon (난면): Se hacen fideos con harina de trigo mezclada con huevo, que luego se sirven con caldo de ternera.
- Domimyeon (도미면): Sopa de fideos hecha con pescado, panqueque de huevo de rodajas, semilla de ginkgo, nuez, albóndigas fritas y piñones.

Otros platos con guksu son: jangguk naengmyeon, kimchiguk naengmyung, bibim naengmyeon, etcétera. El naengmyeon simple también es popular.

### Manduyddeokguk
El mandu (만두) es un dumpling cocido o al vapor. Su masa se hace con harina de trigo o alforfón, y se rellena con diversos ingredientes. El tteokguk (떡국) es una sopa hecha de tteok (pasteles de arroz glutinoso).
- Jangguk mandu (장국만두): Relleno de kimchi, cerdo y tofu.
- Saengchi mandu (생치만두): Relleno de faisán, filipéndula, repollo y hongo shiitake, con masa de harina de alforfón. Se cuece en caldo de carne.
- Donga mandu (동아만두): Hecho con melón blanco, pollo y almidón. Se cuece al vapor y luego en caldo de carne.
- Eo mandu (어만두): Hecho con pescado cortado muy fino como envoltura alrededor de un relleno de ternera picada, verdura y especias.
- Pyeonsu (편수): Hecho con ternera, pepino, brotes de judía verde, hongo shiitake y tripa de roca.
- Tteokguk (떡국): Tteok cortado en rodajas y cocido en caldo de carne. Se sirve con panqueque de huevo en rodajas y carne picada asada.

Otras variedades son: gyuasang (규아상) y junchi mandu (만두).

## Platos

### Tang
El tang es un tipo de sopa hecho con pierna de ternera, tripa, hueso y falda.
- Malgeun guk (맑은 국): Un tipo de sopa caliente y clara, que incluye el daikon-guk (무국), la sopa de ternera clara, la de wakame, la de matsutake, la de abadejo seco, etcétera.
- Gomguk: Una sopa espesa hecha cociendo los ingredientes a fuego muy lento. Incluye el gomtang (곰탕), el seolleongtang (설렁탕), el yukgaejang (육개장), etcétera.
- Tojangguk (토장국): Una sopa condimentada con doenjang (pasta de soja fermentada). Incluye el tonjangguk de repollo, el de espinaca, etcétera.
- Naengguk: Sopa servida fría. Incluye el kkaeguktang, el oinaengguk y la de wakame.

### Jochiygamjeong
El jochi (조치) y el gamjeong (감정) son platos parecidos a estofados que reciben actualmente el nombre de jjigae. Si se condimentan con gochujang se les llama gamjeong. El jochi se condimenta con sal o con gamba en salazón.
Otras variedades son: el gamjeong de cangrejo, el de pepino, el jochi de ostra, el de calabacín, el de pescado, etcétera.

### Jjimyseon

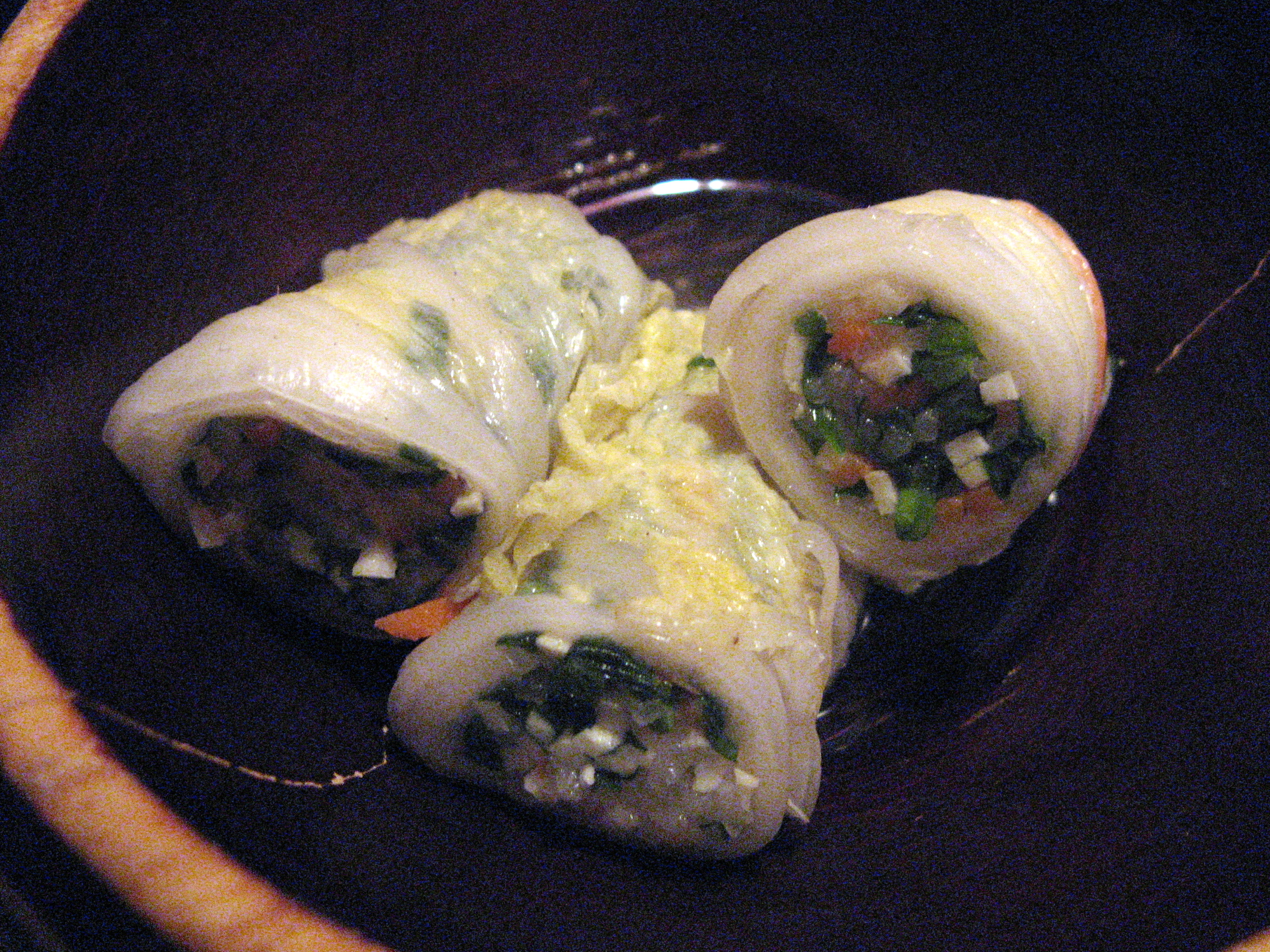
Baechuseon, rollo de bachu (repollo napa) al vapor y relleno.

El jjim (찜) consiste en ternera, cerdo y pescado cocidos o al vapor y condimentados con verdura. El seon (선) consiste en verdura al vapor, tofu y pescado relleno con ternera o pollo y cebolla.
Otras variantes son: jjim de pez globo, bure jjim (부레찜), jjim de besugo, de rabo de buey, dubuseon (두부선, tofu al vapor con relleno), gajiseon (가지선, de berenjena), oiseon (오이선, con pepino), hobakseon (호박선, con calabacín), museon (무선, con daikon), baechuseon (배추선, con repollo napa), etcétera.

## Jeongolysinseollo

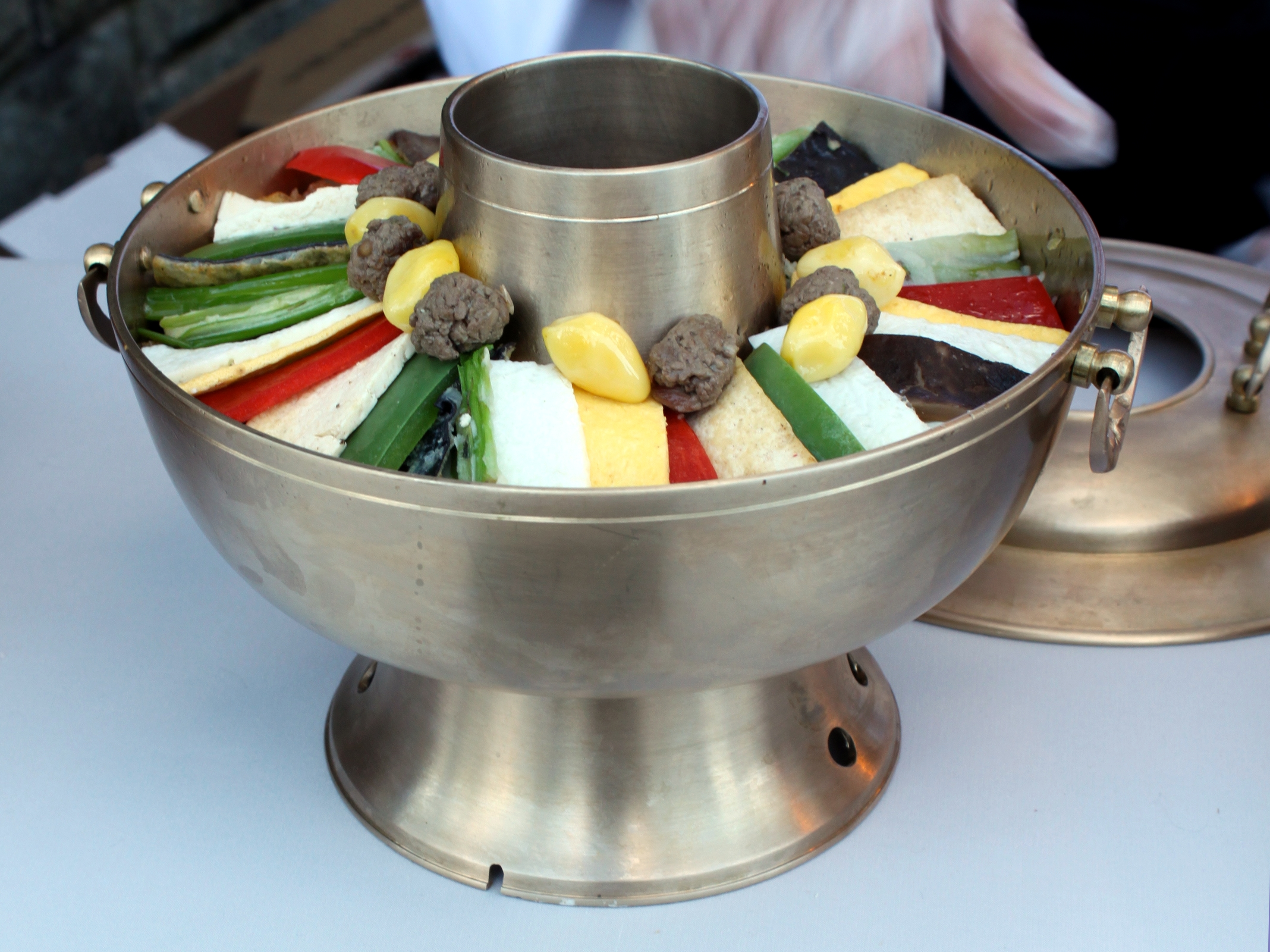
Sinseollo.

El jeongol y el sinseollo son parecidos al estofado occidental o al hotpot chino. El sinseollo (que es un tipo de jeongol) se cuece en caldo de carne con diversas verduras y hongos en una olla especial con agujeros. El jeongol y el sinseollo se sirven en un hornillo.
- Domi guksu jeongol, hecho con fideos y besugo.
- Nakji jeongol, hecho con púlpito.
- Dubu jeongol, hecho con tofu.

## Acompañamientos

### Saengchae
El saengchae (생채) es como una ensalada condimentada con sal, vinagre, salsa de soja o mostaza.
- Mu saengchae, hecho de daikon rallado.
- Oi saengchae, hecho de pepino.
- Deodeok saengchae, hecho de raíz de deodeok root (Codonopsis lanceolata).
- Seomchorongkkot saengchae, hecho de campanilla coreana.

### Namul
El namul (나물) es cualquier tipo de verdura al vapor condimentada con guindilla, ajo, cebolleta, sal y aceite de sésamo o perilla. Son típicas la espinaca, el daikon, el helecho real, el helecho, el calabacín, los brotes de judía verde, la campanilla coreana, los brotes de bambú, etcétera. En algunos casos también pueden usarse dangmyeon (fideos de almidón de patata) y ternera asada.
- Gujeolpan, surtido de nueve acompañantes.
- Japchae, batata y fideo celofán.
- Tangpyeongchae.

### Jorigae
El jorigae (조리개) es una serie de alimento muy cocidos con condimentos fuertes. Se usan principalmente carnes, pescados y verduras.
- Jorigae de ternera (우육조리개).
- Jorigae de ternera al vapor en rodajas (우편육조리개).
- Jorigae de cerdo al vapor en rodajas (돈편육조리개).
- Jorigae de verrugato de Manchuria (조기조리개).

### Jeonyuhwa

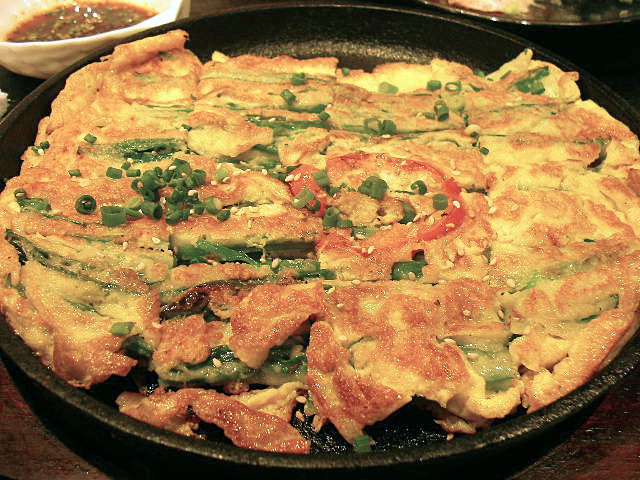
Bindaetteok.

El jeonyuhwa (전유화), o a veces jeon, es un plato parecido a un panqueque. Los ingredientes principales pueden rebozarse ligeramente con huevo y harina de trigo. Los huevos, harina y otros ingredientes pueden mezclarse para hacer los panqueques.
- Jogaejeon, hecho con marisco.
- Saeu jeon, hecho con gamba.
- Gochu jeon, hecho con guindilla.
- Bindaetteok (빈대떡) hecho con frijol chino molido y otros ingredientes.
- Yeongeun jeon, hecho con raíz de loto en rodajas.
- Pajeon, hecho con cebolleta.

### Gui

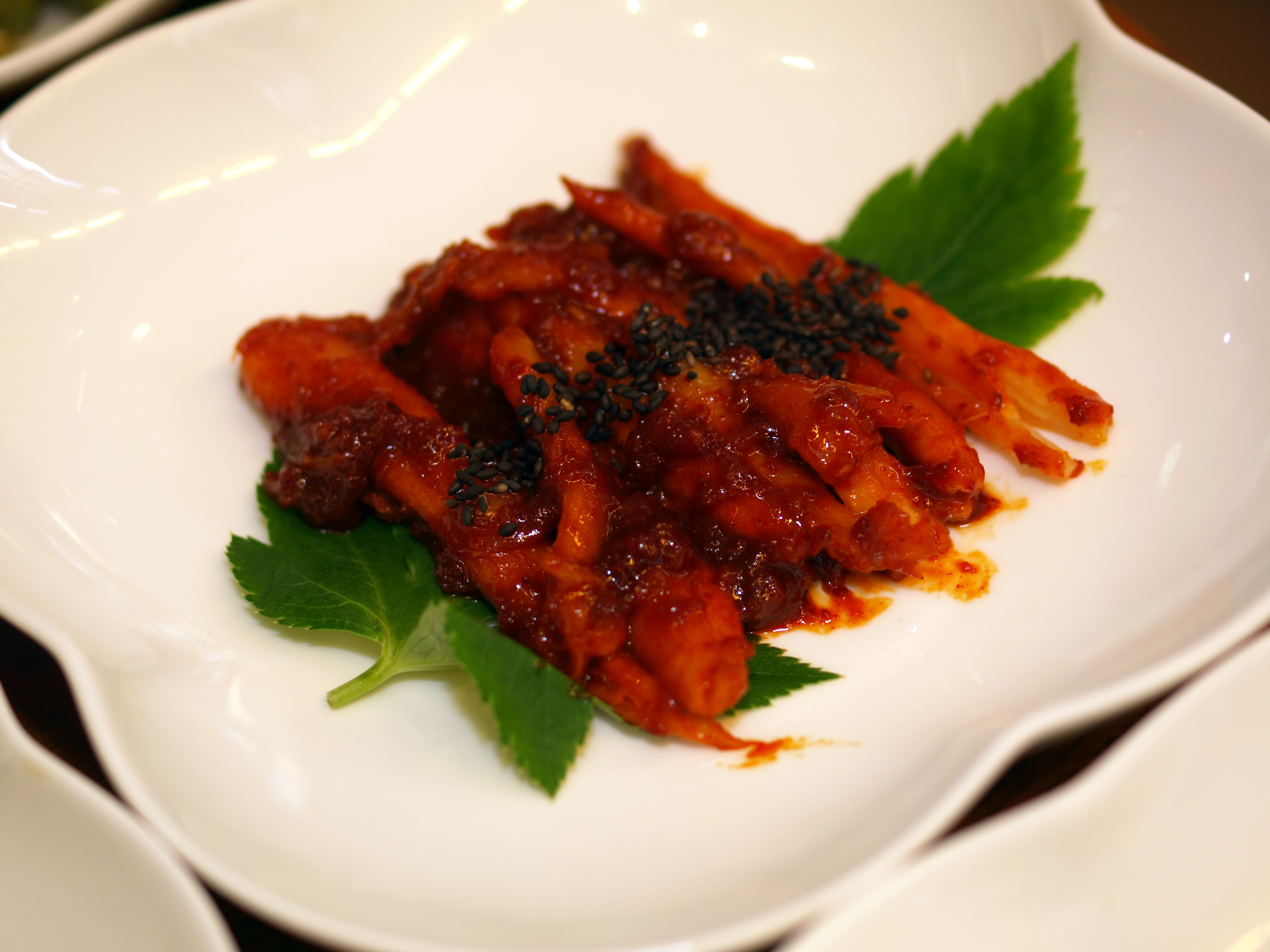
Deodeok gui.

Gui es un nombre genérico para los platos coreanos asados y condimentados. Los principales ingredientes usados son laver, ternera, raíz de deodeok, pescado, hongos, verdura, brotes de aralia (두릅), etcétera.
- Galbi gui (가리비구이) o gari gui (가리구리), nombre antiguo del galbi, costillar a la parrilla condimentado con salsa de soja.
- Garibi gui (가리비구이), vieiras a la parrilla.
- Neobiani (너비아니), forma antigua del bulgogi.
- Pogui (포구이), po (carne o pescado seco) a la parrilla.
- Dak sanjeok (닭산적), pollo a la parrilla y brochetas de verdura.
- Hwayang seok (화양적), diversos ingredientes marinados asados en pinchos.

### Hoe

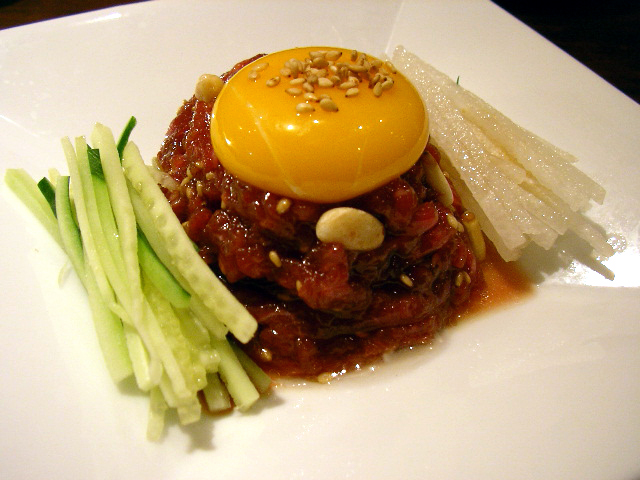
Yukhoe.

El hoe (회) es pescado o ternera cruda condimentada:
- Yukhoe (육회, 肉膾), ternera cruda condimentada.
- Gaksaek hoe (각색회).
- Gabhoe (갑회).

### Jang
Las jang (장류) son salsas:
- Cheongjang (청장): salsa ‘brillante’ (salsa de soja con vinagre).
- Gochujang: salsa de pasta de soja y guindilla.
- Chogochujang (초고추장): salsa de pasta de soja, guindilla y vinagre.
- Gyeojajeub (겨자즙): salsa de mostaza.

### Banchan
Se llama banchan (반찬) a unos platitos que acompañan al arroz.
- Changui (찬구이): alga y raíz de Codonopsis lanceolata, una especie de campanilla llamada deodeok (더덕) en coreano, asadas y servidas frías.
- Deoungui (더운구이): carne, pescado, etcétera asado y caliente.
- Jeonyuhwa (전유화): panqueque de carne, pescado y verdura.
- Pyeonyuk (편육): carne al vapor.
- Sukchae (숙채): verdura al vapor.
- Saengchae (생채): verdura cruda condimentada.
- Jorim: carne, pescado y verdura ligeramente cocidos y condimentados.
- Janggwa (장과): verdura fermentada en salsa de soja.
- Jeotgal: pescado salado fermentado.
- Mareulchan (마른찬): rodajas de carne seca condimentadas con especias, kelp frita y pescado en salazón.
- Hoe (회): ternera o pescado crudo, o pescado crudo fermentado.
- Chansuran (찬수란): sopa fría con verdura o carne cocida.
- Chasu (차수): té hecho con cereal.

## Postre
- Tteok: Es un pastel hecho casi siempre de arroz, que suele tomarse como postre o por Chuseok (15 de agosto en el calendario lunar). Existen variantes con judía azuki o semilla de sésamo. La mayoría de los tteok son algo dulces.

## Té y ponche de fruta
- Sikhye: Un ponche dulce de arroz. Es una icónica bebida tradicional coreana, encontrándose en la actualidad diversas variantes enlatadas.
- Sujeonggwa: Una bebida dulce aromatizada con jengibre y canela. Se le añaden caquis secos ablandados y piñones al servirla.
- Hwachae de fruta: Ponche elaborado mezclando varias frutas, o solo una. Son frecuentes las cerezas, las fresas, los melocotones y el melón. También hay hwachae con pétalos de azalea flotando, cebada hervida, polen de pino o rodajas de pera en omija (agua condimentada y endulzada con miel y azúcar).